# 環太平洋2：起義時刻
《環太平洋2：起義時刻》（英語：Pacific Rim: Uprising，前稱）是一部於2018年上映的美國科幻怪獸電影，由史蒂芬·S·迪奈特執導，並由迪奈特、艾蜜莉·卡邁克爾、基拉·史奈德與T·S·諾林根據吉勒摩·戴托羅構思的故事撰寫劇本。此外，《環太平洋2：起義時刻》同時也是導演迪奈特的導演處女作。該片為2013年電影《環太平洋》的續集，由約翰·波耶加、史考特·伊斯威特、卡莉·史派妮、景甜、菊地凜子、查理·戴、柏恩·高曼與安卓·亞霍娜等人領銜主演。
2013年，在《環太平洋》上映之前，導演吉勒摩·戴托羅表示他有個續集的想法。因環球影業與傳奇影業的衝突，該片的拍攝計劃曾被迫中止，且一度遭環球影業無限期推遲。主體拍攝於2016年11月開始，並於2017年3月殺青。《環太平洋2：起義時刻》於2018年3月15日在英國倫敦的Vue West End劇院首映，並於同年3月23日由環球影業以3D、IMAX及IMAX 3D版本在美國發行。《環太平洋2：起義時刻》在全球共獲得了2.9億美元的票房，且獲得的評價整體褒貶不一；許多影評人認為該片不如戴托羅的前一部電影，並批評敘事和角色上的缺陷，但也有人稱讚其視覺效果及波耶加和史派妮的演出。

## 劇情
2035年，怪獸戰役隨著突破點毀滅而終結過去十年，在戰役中英勇陣亡的最大貢獻者史塔克·潘達考斯特元帥之子傑克·潘達考斯特，因為行為不檢而被逐出機甲獵人學院後，在洛杉磯從事偷盜機甲獵人零件並賣到黑市謀生。他的沉淪生活一直持續到跟一個十五歲天才女孩艾瑪拉·納馬尼爭奪一個機甲獵人動力核心時，兩人雙雙被戰後成立的「環太平洋防衛軍」（Pan-Pacific Defense Corps；）的巡邏型機甲獵人「十一月亞賈克斯」抓獲，連艾瑪拉自己拼湊研製的獨立機甲「小拳王」都被扣留。兒時被史塔克元帥收留而和傑克一起長大的森真子，如今當上防衛軍秘書長後給傑克一次重新入伍的機會，將他與有機械和駕駛天份的艾瑪拉帶到位於中國莫玉蘭訓練基地。
傑克和艾瑪拉蒞臨莫玉蘭基地後觀摩四架最新機甲，還重遇傑克受訓時的兩個好友奈特·藍伯和朱爾絲·雷耶斯。傑克作為訓練官開始訓練艾瑪拉在內的新學員時，從奈特和真子口中得知機甲獵人計劃目前陷入跟「邵氏工業」所開發的遠程操縱形式之無人機甲計劃抗衡的窘境，該計劃在工業董事邵立雯和怪獸科學家紐頓·蓋茲勒的監督下大量生產。真子認為此技術有被黑心人士駭入或盜用的風險，本要在數日後於悉尼舉辦的峰會上抵制這項計劃。但峰會當天，一架由不明人士操縱的機甲「黑剎」突然襲擊峰會現場，轟下空中真子所搭乘的直升機，峰會上跟奈特操縱第六代機甲吉普賽復仇者的傑克未能及時拯救真子，眼睜睜地看著她墜機身亡後悲痛不已。真子的死讓立雯等委員會成員認可無人機甲計劃的重要性，命令在四十八小時內生產完所需數量後立即實施。
傑克和奈特注意到真子死前曾經發送過一座位於西伯利亞的棄置機甲生產基地坐標，和奈特駕駛復仇者去一探究竟時卻再度受到黑剎伏擊，其發射大量導彈摧毀基地以銷毀證據。傑克和奈特用互相合作制伏黑剎後，打開機甲頭部卻發現裡面沒有人類駕駛、反而是由一顆怪獸次級大腦所操縱。眾人無法解釋這種情況時，就連紐頓的搭檔赫曼·葛里布都稱這顆怪獸大腦是出產自地球，對此好奇的艾瑪拉帶領朋友違令走入扣留的黑剎內部探查時，發現內部設計是來自於邵氏工業，而一位學員誤觸裡面的硫酸後受傷，導致艾瑪拉即將被逐出基地。傑克得知她調查的情報後，懷疑所有事情都是邵立雯一手安排。正當無人機甲計劃開始調派不久，所有機甲內部開始生長出怪獸組織，進而“怪獸化”而開始肆意轟炸各地的防衛軍基地，並重創其他普通機甲。
赫曼來到邵氏工業找到紐頓時，卻發現紐頓其實才是所有災難的主導者，源於他十年前進行怪獸神經連結後開始對其上癮，得以讓怪獸族群創造者「先驅」（Precursors）操縱他作為“間諜”。紐頓立即設定所有無人機甲在太平洋各個地點開啟突破點，得以讓怪獸再次入侵地球。所幸立雯及時干預而使紐頓逃跑，並及時引爆所有無人機甲而制止突破點開啟，但仍有三隻強大怪獸「雷神」、「白蛇」和「伯勞刺」入侵地球。莫玉蘭基地同樣受襲並失去領袖泉元帥，赫曼和立雯趕到基地後預計三隻怪獸即將一同登陸日本東京，爬上富士山將其通過怪獸體內帶有毒素的藍血促成爆發，乃至點燃整片環太平洋火山帶來消滅人類。眾人爭分奪秒修復四架僅存機甲：鎧甲鳳凰、軍刀雅典娜、守護者布拉沃和吉普賽復仇者，傑克擔起領導者職責帶領艾瑪拉等所有學員準備好拯救世界。
由於運送直升機均毀，傑克的隊伍通過實施赫曼研發的通過怪獸藍血作為燃料的火箭推進器，及時趕到東京和三隻怪獸對抗。在四對三的情況下，三隻怪獸就要敗下陣來時，遠處的紐頓釋出附近邵氏工業名下工廠的“撕裂蟲”大軍，將三隻怪獸合體成一隻無堅不摧的「巨獸」（Mega-Kaiju）。四架機甲在無法匹敵之下毀掉三架，最後僅有的吉普賽復仇者由傑克和自願頂替受傷的奈特的艾瑪拉駕駛，而立雯決心為她間接造就的災難贖罪，緊急完善並遠程操縱艾瑪拉的小拳王機甲趕到東京帶來最後一枚火箭推進器，將復仇者和小拳王通過推進器發射至上空，最後透過自由落體衝撞即將靠近富士山口的巨獸。傑克和艾瑪拉及時用小拳王撤離出機甲，讓機甲落下去將巨獸撞成兩半致死。見計劃失敗的紐頓被奈特抓獲，倖存的傑克和艾瑪拉等眾人開始慶祝使命完成。
紐頓被送入防衛軍監獄，還大言不慚地聲言先驅襲擊還未結束。但傑克不久後走入他的牢房，聲言人類這次將會先發制人，找到並徹底消滅先驅來終結戰爭。

## 角色
| 演員                           | 角色                                                | 備註 |
| 約翰·波耶加 John Boyega        | 傑克·潘達考斯特 Jake Pentecost                      | 前機甲獵人學員，父親是在突破點之戰陣亡的機甲獵人計畫總指揮官史塔克·潘達考斯特，是一位有潛力的機甲獵人駕駛:17，身為吉普賽復仇者的主駕駛。 |
| 史考特·伊斯威特 Scott Eastwood | 奈特·藍伯 Nate Lambert                              | 傑克的受訓好友兼駕駛搭檔:21，吉普賽復仇者的副駕駛。                                                                                      |
| 卡莉·史派妮 Cailee Spaeny      | 艾瑪拉·納馬尼 Amara Namani                          | 十五歲的天才駭客:20，年幼時在怪獸襲擊裡失去所有家人，靠她親自打造的獨立機甲小拳手，之後入選進計劃成為鎧甲鳳凰的駕駛之一。                |
| 景甜 Jing Tian                 | 邵立雯 Liwen Shao                                   | 中國邵氏工業負責人，曾經是怪獸戰役的受害者之一，倖存後成立邵氏工業，希望能用她所研發的無人機甲技術保護世界。                             |
| 菊地凜子 Rinko Kikuchi         | 森 真子 Mako Mori                                   | 來自日本的機械設計師，史塔克·潘達考斯特的養女，傑克的姐姐:17。父母死後加入怪獸戰役並立功，現在擔任環太平洋防衛軍秘書長。                 |
| 查理·戴 Charlie Day            | 紐頓·蓋茲勒 Dr. Newton Geiszler                     | 負責研究怪獸屍體的科學家，在戰役裡具有很大貢獻，這次成為邵氏工業主工程師，但因長時間連接怪獸大腦而被怪獸先驅控制身體。                   |
| 伯恩·戈曼 Burn Gorman          | 赫曼·葛里布 Dr. Hermann Gottlieb                    | 負責計算怪獸行動時間的科學家，紐頓的搭檔，目前開發出用怪獸藍色血液為燃料的火箭推進器。                                                   |
| 安卓·亞霍娜 Adria Arjona       | 朱爾絲·雷耶斯 Jules Reyes                           | 莫玉蘭基地的官員兼機甲工程師，和傑克和奈特是同期受訓的朋友。                                                                             |
| 張晉 Zhang Jin                 | 泉元帥 Marshal Quan                                 | 中國將領，莫玉蘭訓練基地的總指揮官。 |
| 伊凡娜·沙克諾 Ivanna Sakhno    | 維多莉亞·「薇克」·瑪莉科娃 Viktoriya "Vik" Malikova | 機甲獵人訓練學員，鎧甲鳳凰三位駕駛之一。曾經經歷報考學院三次失敗，因此有點嫉妒艾瑪拉輕易入選。                                           |
| 卡蘭·布拉爾 Karan Brar         | 蘇萊許·庫蘭 Suresh Khuran                           | 機甲獵人訓練學員，守護者布拉沃的主駕駛，待任何人一向樂觀熱心。                                                                           |
| 黃愷杰 Wesley Wong             | 歐陽金海 Ou-Yang Jinhai                             | 機甲獵人訓練學員，鎧甲鳳凰三位駕駛之一。                                                                                                 |
| 真劍佑 Mackenyu                | 良一 Ryoichi                                        | 機甲獵人訓練學員，軍刀雅典娜的主駕駛。                                                                                                   |
| 李維·米登 Levi Meaden          | 伊利亞 Ilya                                         | 機甲獵人訓練學員，守護者布拉沃的副駕駛。                                                                                                 |

此外，雪莉·羅里奎茲（Shyrley Rodriguez）、拉哈特·亞當斯（Rahart Adams）、尼克·塔拉貝、朱珠、吉麗、陳梓童、于小偉、藍盈瑩、錢泳辰、肖央及金楨勳等演員亦出演電影。

## 機甲獵人
| 中文／英文名                                | 級別               | 基本資料 | 基本資料 | 戰力指數 | 戰力指數 | 戰力指數 | 戰力指數   | 備註 | 狀態                                                                                               |
| 中文／英文名                                | 級別               | 高度     | 重量     | 機動力   | 攻擊力   | 防禦力   | 怪獸擊殺數 | 備註 | 狀態                                                                                               |
| 吉普賽復仇者/復仇流浪者 Gipsy Avenger       | 第六世代型 Mark VI | 81.8米   | 2004公噸 | 8        | 9        | 8        | 2          | 機甲獵人兵團的領導者，吉普賽危機的後繼機。配備雙核動力渦輪引擎，配備有升級過的屠獸劍、肘部火箭推進器（用於加強拳擊力道）及電漿炮（附有重力流星鎚系統），背部配備了兩個旋轉式收納導彈倉，擊毀黑剎後在邵利雯的幫忙下追加了與黑刹相同的電漿鏈劍以取代被其折斷的屠獸劍。:23          | 和巨獸同歸於盡                                                                                     |
| 鎧甲鳳凰/鳳凰游擊士 Bracer Phoenix          | 第五世代型 Mark Ⅴ  | 70.7米   | 2128公噸 | 3        | 10       | 10       | 0          | 由三人駕駛的機甲獵人，某種程度上可視為怪獸戰役裡的暴風赤紅的後繼機，配備有渦輪滑軌炮、肩部導彈:24及從泰坦救贖者身上臨時拆換的M19流星錘，而位於中間的駕駛員可以向下滑落至胸口的駕駛艙操縱四門渦輪滑軌炮進行遠程攻擊，腰間裝有滑軌可以實現滑軌炮的前後轉向，大大增加武器的靈活性。 | 被巨獸支解吞噬，但駕駛員成功逃生                                                                   |
| 軍刀雅典娜 Saber Athena                     | 第六世代型 Mark Ⅵ  | 76.8米   | 1628公噸 | 10       | 8        | 5        | 0          | 機甲獵人兵團中速度最快的一員，武器為背載式光子雙刀:24，完全沒有裝備導彈類武器，以確保機體移動快速。 | 被巨獸用尾巴掃斷腿並被刺穿核心後擊毀                                                               |
| 泰坦救贖者/救贖者泰坦 Titan Redeemer        | 第六世代型 Mark Ⅵ  | 74.1米   | 2251公噸 | 5        | 10       | 9        | 1          | 武器為M19流星錘:25，且配備有腕部滑軌炮，在邵氏工業無人機攻擊基地時進行防禦。 | 被怪獸化無人機甲炸斷右腳並被踩爆駕駛艙，其流星錘後來被安裝在鎧甲鳳凰上取代原本的右臂來加強戰鬥力。 |
| 守護者布拉沃/英勇保護者 Guardian Bravo      | 六型 Mark Ⅵ        | 73.2米   | 1975公噸 | 6        | 8        | 9        | 0          | 武器為手腕內藏式ELEC-16孤型電鞭，並配備腕部電磁砲，善於遠程攻擊:25。 | 被巨獸当链球甩出後損毀。                                                                           |
| 黑剎/狂怒黑曜石 Obsidian Fury               | 第六世代型 Mark Ⅵ  | 88米     | 1975公噸 | 8        | 9        | 8        | 0          | 由邵氏工業打造的無人機甲，據真子所說其機體結構與吉普賽復仇者相當雷同。被紐頓博士安裝了怪獸大腦成為先驅傀儡，配備肩部火箭倉以及手部電漿鍊劍，胸部配備高出力收束雷射砲，背後的裝甲可綻開快速煽動釋放出干擾電波。                                                                   | 被吉普賽復仇者貫穿軀幹拔出核心後倒地                                                               |
| 歐米茄勇者 Valor Omega                      | 六型 Mark Ⅵ        | 73米     | 2370公噸 | 6        | 8        | 6        | 0          | 配備腕部滑軌炮，在邵氏工業無人機攻擊基地時進行防禦。 | 被怪獸化無人機甲拆毀。                                                                             |
| 十一月亞賈克斯/冬日的阿賈克斯 November Ajax | 第六世代型 Mark Ⅵ  | 78.9米   | 1987公噸 | 5        | 7        | 7        | 0          | PPDC的警備型機甲獵人，武器為抓鉤電纜。設計時似乎沒有考慮到對怪獸戰鬥，所以只配備了簡單的非致命裝備。 | 被2台怪獸化无人机甲炸毀                                                                            |
| 小拳手/拳擊手 Scrapper                      | 無（私人製造）     | 11.9米   | 278公噸  | 8        | 2        | 1        | 0          | 由艾瑪拉·納馬尼所打造的小型機甲獵人，其動力核心取自於幽藍羅密歐，配備腕部內藏式煙霧彈，被十一月阿賈克斯捕獲後被送往莫玉蘭基地封存。在後期手部被邵麗雯追加焊槍單元，還改成與無人機甲相同的遠端遙控操作（操作系統與原本一模一樣）。由於體型小所以僅需一人就可操作。                | 受損但存活                                                                                         |
| 無人機甲 Drone Jaeger                       | 不詳               | 76.8米   | N/A      | 5        | 5        | 8        | 0          | 由邵氏工業採取無人機形式的作戰機甲，是以單個駕駛員遠端遙控無人機甲的技術，原本用來取代機甲獵人原本的操作系統，降低駕駛員的犧牲次數。 | 被先驅怪獸化，後被邵麗雯啟動自毀程序後幾乎全數自爆                                                 |

## 怪獸
| 中／英文名         | 量級 | 高度    | 重量   | 機動力 | 攻擊力          | 防禦力 | 毒性 | 簡介 | 弱點               | 上岸點 |
| 白蛇 Hakuja        | 四   | 52.49米 | 1867噸 | 5      | 8               | 10     | 低   | 擁有甲龍外形的四級怪獸，共有六条腿，身体两侧各三条，又似穿山甲一般浑身布满鳞甲。技能是像鼹鼠一样打地洞，再钻出来偷袭；虽行动迟缓，却能在大楼上敏捷跳跃，最後和怪獸「雷怪」、「伯勞刺」合體成「巨獸」。 | 颈部，下頜，下半身 | 东京   |
| Raijin             | 五   | 106.8米 | 3405噸 | 8      | 9 (>10吸收量能) | 10     | 極強 | 擁有霸王龙外形和脾气的两足五級怪獸，头部是捕蝇草的形状，受到攻击时，它可以闭合脸盘来保护自己并吸收攻击能量，它既可以用这些能量来增强自身，也可以将其反弹给敌人，最後和怪獸「白蛇」、「伯勞刺」合體成「巨獸」。 | 頭部腦腔           | 东京   |
| 伯勞刺 Shrikethorn | 四   | 91.8米  | 2592噸 | 6      | 6               | 4      | 中   | 擁有類似大猩猩與雙髻鯊與外形四級怪獸，身上带刺，正面大约有十只蓝色眼睛。它的技能是它的脊柱骨刺可以产生等离子体作为攻击武器，两条尖端带刺的尾巴就是它的等离子炮发射器，最後和怪獸「白蛇」、「雷神」合體成「巨獸」。 | 近距離戰鬥         | 东京   |
| 巨獸 Mega-Kaiju    | 五   | 128米   | 7864吨 | 4      | >10             | >10    | 極強 | 以上述三隻怪獸，以及邵氏工業的「撕裂蟲」大軍合體成的一隻特级怪兽，也是歷史上第一只合體怪獸，體型的巨大幾乎是機甲10倍，它以两足行走，但有四条腿，两条臂，双臂则来自「白蛇」，身后是「伯勞刺」的带刺双尾。头部是三个怪兽头部的合体，内有一个核心大脑加三个次级大脑。头上有「伯勞刺」两侧各五只的眼睛，脖子下方还露出「雷神」的部分头部，而「白蛇」的下颌则分开变成两根獠牙。背部覆盖着鳞片，上面有一溜锯齿状的尖刺。力量、防禦力、智力、攻击力、毒性都比已知所有怪獸都要強大。其皮质也很厚，而且非常富有弹性，普通物理攻击打在其身上就像打在棉花上一样。也擁有各種具有毀滅性的攻擊，在交戰時輕鬆擊毀守護者布拉沃、军刀雅典娜和鎧甲鳳凰三架機甲，也重创了僅存复仇流浪者號。最終在企圖靠近富士山口時，被以火箭推進器飛到上空吉普賽復仇者號以自由落體形式舍身撞擊撞成兩半（腰斬）致死。 | 暴露的皮質         | 东京   |

## 製作

### 籌拍

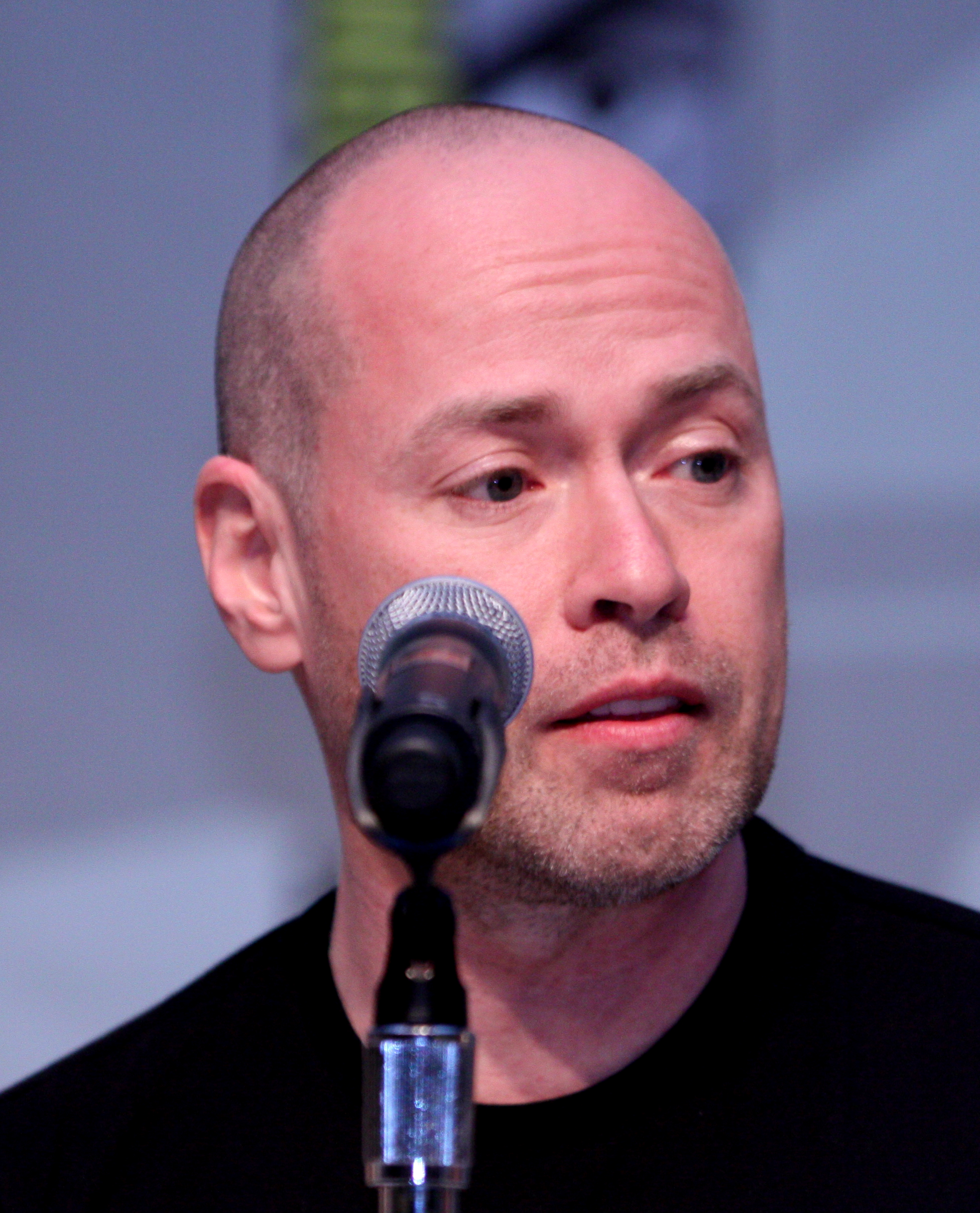
該片為導演史蒂芬·S·迪奈特的導演處女作

2012年，在《環太平洋》上映之前，吉勒摩·戴托羅表示他有個續集的想法。2014年，戴托羅指出，他私底下已和塞克·潘一同編劇達數個月了。6月，戴托羅宣布，他將擔任續集的導演。2015年7月，據報導，拍攝將在11月開始，但因環球影業與傳奇影業的衝突，拍攝計劃中止。因續集的未來蒙上一層霧，環球影業決定無限期推遲該片。儘管如此，不死心的戴托羅仍繼續作業。10月，他向上級呈交了一份劇本。在環球影業以35億美元的價格將傳奇影業出售給中國的萬達集團後，外界指出，由於前作在中國的票房表現不俗，使拍攝《環太平洋2》的可能性隨之增加。
2016年2月，工作室和戴托羅透過Twitter宣布，史蒂芬·S·迪奈特接手執導，強·史派茲撰寫了一份新的劇本，而戴托羅則將繼續留在劇組中，擔任該片的製片人。此外，《環太平洋2》同時也是迪奈特的導演處女作。5月12日，據報導，德瑞克·康諾利受聘重寫劇本。最終的劇本由迪奈特、艾蜜莉·卡邁克爾、基拉·史奈德與T·S·諾林撰寫。

### 選角與拍攝
2016年6月，約翰·波耶加加盟了劇組。6月下旬，據報導，史考特·伊斯威特正在與片商進行談判。其他的演員名單於9月及11月公布。前作演員查理·杭南礙於《亞瑟：王者之劍》（2017年）的片約而無法參演該片。主要攝影始於2016年11月9日，地點位在澳大利亞。12月14日，片商公布了官方片名為《Pacific Rim: Maelstrom》；但後來，片名又改為《Pacific Rim: Uprising》。2017年3月8日，劇組至中國拍攝。《環太平洋2：起義時刻》於3月28日殺青。

## 音樂
該片的配樂由約翰·派桑諾譜寫，取代了前作的作曲家拉民·賈瓦迪。2018年1月，據報導，羅恩·巴夫取代派桑諾成為《環太平洋2：起義時刻》的作曲家。

## 上映與市場營銷
《環太平洋2》最早被排在2017年4月7日發行，而後被推遲至2017年8月4日上映。2017年8月，《環太平洋2》改在2018年3月23日由環球影業在美國發行，而原本的檔期則由《滅絕》遞補。該片將以3D、IMAX及IMAX 3D版本上映。首支前導預告片於2017年7月20日發布，而首支正式預告片則於同年10月6日推出。最終預告片於2018年1月24日發布。2018年3月15日，該片在英國倫敦的Vue West End劇院首映。

## 迴響

### 評價
該片獲得了褒貶不一的評價。爛蕃茄上收集的254篇專業影評文章中，有111篇給予該片「新鮮」的正面評價，「新鮮度」為44%，平均得分5.01分（滿分10分），而基於另一影評匯總網站Metacritic上的45篇評論文章，其中7篇予以好評，10篇差評，28篇褒貶不一，平均分為44（滿分100），綜合結果為「褒貶不一或普通評價」。據CinemaScore進行的調查，觀眾的平均評價於A+至F間落於「B」，較前作的「A-」低。在中国影评平台豆瓣网上，該片得到了5.8分的平均分。

### 票房
在美國及加拿大，《環太平洋2：起義時刻》與《真愛趁現在》、《糯爾摩斯》、《瘋人院》及《使徒保羅》同期上映並競爭，外界預測該片能在首映週末透過3,700家劇院賺進約2,000萬至3,000萬美元的票房。電影在星期四的午夜場收穫約235萬美元的票房，較前作的350萬美元低。該片的首映週末票房為2,800萬美元，擠下蟬聯五週票房冠軍的《黑豹》居冠。
中国大陆方面，上映首周3天获得4.09亿人民币票房，成为该周票房冠军；远超上一部首周五天2.9亿元人民币的票房成绩。
台灣方面，首週五天票房為新台幣9403萬元；次週票房累計至新台幣1.36億元；第三週票房累計至新台幣1.63億元；第四週票房累計至新台幣1.68億元；最終全台票房為新台幣1.7億元。
| 上一届： 《黑豹》               | 2018年美國週末票房冠軍 第12週     | 下一届： 《一級玩家》  |
| 上一届： 《古墓丽影：源起之战》 | 2018年中国内地一周票房冠军 第12週 | 下一届： 《头号玩家》  |
| 上一届： 《古墓奇兵》           | 2018年台北週末票房冠軍 第12週     | 下一届： 《一級玩家》  |
| 上一届： 《盜墓者羅拉》         | 2018年香港一週票房冠軍 第13週     | 下一届： 《挑戰者1號》 |

## 未來
2017年10月，導演史蒂芬·S·迪奈特表示，他們已經討論到第三部電影的情節和結局，並稱該系列有可能成為像《星際大戰》或《星艦迷航記》那樣的系列電影或跨媒體製作。不過，迪奈特也說，該系列有可能與怪獸宇宙交叉。

## 外部連結
- 互联网电影数据库（IMDb）上《環太平洋2：起義時刻》的资料（英文）
- 爛番茄上《環太平洋2：起義時刻》的資料（英文）
- Box Office Mojo上《環太平洋2：起義時刻》的資料（英文）
- AllMovie上《環太平洋2：起義時刻》的资料（英文）
- Metacritic上《環太平洋2：起義時刻》的資料（英文）
- 開眼電影網上《環太平洋2：起義時刻》的資料（繁體中文）
- Yahoo奇摩電影上《環太平洋2：起義時刻》的資料（繁體中文）
- 雅虎香港電影上《環太平洋2：起義時刻》的資料（繁體中文）
- 豆瓣电影上《環太平洋2：起義時刻》的資料 （简体中文）
- 时光网上《環太平洋2：起義時刻》的資料（简体中文）